# Obědkovice
Obec Obědkovice (německy Obietkowitz) se nachází v okrese Prostějov v Olomouckém kraji. Žije zde 271 obyvatel.

## Název
Na vesnici bylo přeneseno původní pojmenování jejích obyvatel, které je doloženo k roku 1078 v podobě Obědkovici, k roku 1160 v podobě Obidkovici. Základem pojmenování s významem "Obidkovi lidé" bylo osobní jméno Obidek odvozené od slovesa ob(v)iděti - "urazit". Samohláska -i- v základu místního jména je ještě v dokladech z roku 1275 a 1346, v ostatních je -ě-, které vzniklo přikloněním k obecnému oběd.

## Dějiny
První písemná zmínka o obci pochází z roku 1078, kdy byla vesnice zmíněna v zakládací listině kláštera Hradisko. Obec zůstala majetkem kláštera až do roku 1784, kdy byl klášter zrušen. V roce 1583 postihl obec velký požár. Na pomoci obci se podílel i tehdejší olomoucký biskup, který napomínal opata hradišťského kláštera, aby Obědkovicím také pomohl. Po třicetileté válce byly Obědkovice téměř vylidněny (v roce 1667 zde hospodařil pouze jediný hospodář, o deset let později bylo osídleno 17 domů).
Od roku 1789 spadají Obědkovice do vřesovického panství, které vlastnil stát. V roce 1825 šlo celé vřesovické panství do dražby a jeho novým majitelem se stal rakouský politik Klemens Wenzel von Metternich. V roce 1904 byla založena obecní knihovna, která v obci funguje dodnes. V roce 1948 byl vybudován obecní hřbitov, o čtyři roky později byla postavena hasičská zbrojnice.

## Obyvatelstvo

### Struktura
Vývoj počtu obyvatel za celou obec i za jeho jednotlivé části uvádí tabulka níže, ve které se zobrazuje i příslušnost jednotlivých částí k obci či následné odtržení.
| Místní části   | Místní části    | 1869 | 1880 | 1890 | 1900 | 1910 | 1921 | 1930 | 1950 | 1961 | 1970 | 1980 | 1991 | 2001 | 2011 |
| -------------- | --------------- | ---- | ---- | ---- | ---- | ---- | ---- | ---- | ---- | ---- | ---- | ---- | ---- | ---- | ---- |
| Počet obyvatel | část Obědkovice | 355  | 340  | 375  | 373  | 396  | 431  | 471  | 358  | 343  | 326  | 290  | 266  | 267  | 268  |
| Počet domů     | část Obědkovice | 68   | 77   | 79   | 80   | 89   | 90   | 102  | 100  | 98   | 91   | 88   | 94   | 91   | 95   |

## Památky
- Kaple sv. Gottharda
- Kamenný kříž z roku 1810 [pozn. 1]
- Kříž u zvonice z roku 1895
- Budova obecního úřadu z roku 1900[pozn. 2]
- Pomník padlých vojáků z roku 1920
- Sokolovna z roku 1947

## Spolky
V obci působí Sbor dobrovolných hasičů (od roku 1937), Sokol (od roku 1913) a Myslivecké sdružení.